# Nawaria
Nawaria (ukr. Наварія,  Nawarija) – wieś na Ukrainie, znajdująca się w rejonie lwowskim (do 2020 roku w rejonie pustomyckim) obwodu lwowskiego, w odległości 10 km od Lwowa.
W Nawarii znajduje się rzymskokatolicki Kościół Wniebowzięcia Najświętszej Marii Panny.
W II Rzeczypospolitej wieś w powiecie lwowskim województwa lwowskiego, siedziba gminy Nawaria.
W latach 1943–1944 nacjonaliści ukraińscy z OUN-UPA zamordowali tutaj 4 Polaków.
W 1941 we wsi urodził się Andrzej Wojtkowski.
Liczy około 1400 mieszkańców, jest siedzibą silskiej rady.